# O Desmonte do Monte
O Desmonte do Monte é um documentário brasileiro de 2018 dirigido por Sinai Sganzerla. Aborda a história do Morro do Castelo, seu desmonte e arrastamento. O Morro do Castelo a "Colina Sagrada" foi o local da fundação da Cidade do Rio de Janeiro e apesar de sua importância histórica, foi destruído em reformas urbanísticas com o intuito de "higienizar" a cidade.   
O Desmonte do Monte é o primeiro longa-metragem de Sinai Sganzerla[] como diretora e roteirista.

## Sinopse
O documentário O Desmonte do Monte aborda a história do Morro do Castelo, seu desmonte e arrastamento.
O Morro do Castelo, conhecido como "Colina Sagrada", foi escolhido pelos colonizadores portugueses para ser o local das primeiras moradias e fundação da cidade do Rio de Janeiro. Apesar de sua importância histórica e arquitetônica, o morro foi destruído por reformas urbanísticas com o intuito de "higienizar" a cidade e também de promover a especulação imobiliária.
O filme aborda a lenda do tesouro armazenado nas entranhas do morro e conta com trechos de O Subterrâneo do Morro do Castelo, escrito por Lima Barreto que foi uma das poucas vozes que defendeu publicamente a permanência e vida do Morro do Castelo de São Sebastião.
O filme tem sua narrativa baseada em iconografias e pinturas de diversos períodos, desde a fundação da cidade de São Sebastião até os dias atuais e conta com imagens em movimento da Celebração do Centenário da Independência do Brasil, em 1922, evento realizado com as terras do desmonte do Morro do Castelo, e também com depoimentos de áudio de ex-moradores do Morro do Castelo e dos engenheiros que trabalharam no seu desmonte.
A narração do filme é de Helena Ignez, Negro Leo e Marcus Alvisi.

## Premiações e Exibições
Em 2018, o documentário O Desmonte do Monte (2018) foi premiado como a Melhor Pesquisa no Festival Internacional de Cinema de Arquivo.
Em 2019 foi exibido no 31º Cinélatino, Rencontres de Toulouse, único documentário brasileiro em competição e também foi exibido no	10º CineMigrante em Buenos Aires na Argentina. Em 2020 foi selecionado nos festivais MADRIFF Madrid Indie Film Festival, BARCIFF Barcelona Indie Filmmakers Festival e exibido no Festival International Du Cinéma Numérique De Cotonou, Benin.